# Hawker Nimrod
Hawker Nimrod — британский палубный одномоторный истребитель (одноместный), построенный в начале 1930-х компанией Hawker Aircraft.

## Разработка и внешний вид
В 1926 году Министерством авиации был издан приказ N.21/26 для создание замены самолёту Fairey Flycatcher , который в то время находился на 4 года на службе Королевского военно-морского флота. К 1932 году Flycatcher был заменён на Nimrod. Flycatcher настолько устарел с точки зрения своей скорости, что летавшие на нем офицеры Королевских ВВС часто шутили, что быстрый полёт может фактически дать самолёту возможность заработать деньги. Ни один из самолётов, спроектированных в соответствии с этим приказом, не был выбран для производства после испытаний в 1928 году, но Hawker Hoopoe с рядным двигателем, на самом деле не предназначенный для N.21 / 26, считался достаточно многообещающим для дальнейшей разработки. Несмотря на традиционное предпочтение королевских ВМС радиальных двигателей, дизайнер компании Hawker Сидней Камм, имевший опыт работы с наземным самолётом Hawker Fury, убедил его в том, что будущее корабельной авиации также связано с рядными двигателями, и приступил к разработке такой конструкции, оснащенной Rolls-Royce Kestrel. До того, как он был завершен, вокруг него была написан приказ 16/30 Министерства авиации. Он летал под первоначальным названием «Норн» в начале 1930 года, получил контракт на производство и был переименован в «Nimrod».
Nimrod имел общее сходство с Fury: это был одноместный биплан с открытой кабиной, фиксированной ходовой частью и орудиями, стреляющими через винт. Его непросветленные, постоянные хорды, закруглённые крылья имели неравный размах и сильное расшатывание, последнее отчасти для улучшения обзора пилота. Это был однопролётный биплан, скреплённый наклонёнными наружу межпланетными стойками N-образной формы, причем верхняя плоскость удерживалась немного выше верхней части фюзеляжа с помощью распорок кабана. Крылья, обтянутые тканью, имели металлические лонжероны и еловые нервюры и несли уравновешенные элероны только на верхнем крыле.
Фюзеляж «Nimrod» представлял собой балочную конструкцию Уоррена из трубчатой стали и алюминия, окруженную стрингерами, которые определяли его овальное поперечное сечение. Двигатель Rolls-Royce F.9MS, позже переименованный в Kestrel IIMS, был обтянут алюминием, а остальная часть фюзеляжа была покрыта тканью. Как и в случае с Fury, верхняя линия фюзеляжа была самой высокой в кабине экипажа, размещенной между задними кромками верхней и нижней плоскости. Его спаренные пулемёты были установлены в верхней части фюзеляжа между пилотом и двигателем, стреляя через винт с использованием штатного прерывателя. Хвостовое оперение устанавливалось на верхней части фюзеляжа и несло сбалансированные руль высоты с разрезным рупором. Вертикальное оперение имело знакомую Hawker изогнутую форму с глубоким широким хордом, неуравновешенным рулем, доходящим до киля.
У «Nimrod» была обычная ходовая часть поперечно-осевого типа на продольных стойках, с опорными стойками почти под прямым углом к фюзеляжу и хвостовой опорой. Он также мог работать как гидросамолет на одношаговых поплавках с поперечными связями, установленных на стойках N-образной формы. С установленными поплавками максимальная скорость была снижена на 47 миль в час (76 км / ч), или на 25%. Радиатор двигателя Kestrel устанавливался на нижней части фюзеляжа между стойками шасси.
После испытаний в 1930 году прототип отправился вместе с HMS Eagle в Буэнос-Айрес, где в марте 1931 года совершил полёт в рамках торговой выставки Британской империи. Он вернулся в RAF Martlesham Heath для окончательных испытаний. Был размещен производственный заказ на 35 самолётов, и первый из них полетел 31 октября 1931 года. В следующем году был подписан еще один контракт на еще 19 самолетов Nimrod Is.  С максимальной скоростью 193 миль в час (311 км / ч) он был лишь ненамного медленнее своего наземного аналога Hawker Fury.
Ретроспективно к Nimrod Is был добавлен обтекатель подголовника, чтобы облегчить нагрузку на пилота при запуске катапульты. Самолёты из более поздней партии оснащались тормозными крюками. Эксперименты с первой из этой партии, оснащенной стреловидным верхним и нижним крыльями, привели к созданию Nimrod II. Помимо стреловидных крыльев, у него сначала был улучшенный двигатель Kestrel II. Позже их заменили на Kestrel Vs. Позже у Nimrod II была небольшая увеличенная площадь руля направления, чтобы улучшить восстановление кручения перевернутых самолётов с поплавком. Первоначально предполагалось, что Nimrod II будет иметь коррозионно-стойкую нержавеющую сталь, но их было построено только три. Первый из 27/33 Nimrod II был совершён в марте 1933 г.

## Боевое применение
Первый серийный Nimrod поступил на вооружение в 1932 году под номером 408 Flight на HMS  Glorious. Остальные вскоре отправились на корабли № 402 и 409. В начале 1933 года Морская авиация королевских ВМС была реорганизована в эскадрильи, и Nimrod присоединились к эскадрильям № 801, 802 и 803 RAF .
Nimrod II последовал в сентябре 1934 г.
Один самолёт был поставлен в Японию, другой — в Португалию. Двое отправились в Данию, где были известны как Нимроддерн. Они были задуманы как образцы самолётов для предполагаемого лицензионного строительства и по сути были Nimrod Is, хотя и приводились в действие двигателями Kestrel IIIS. На одном, что необычно, были гетры.
К маю 1939 года, перед началом Второй мировой войны, на смену «Nimrod» пришли более современные модели, такие как «Gloster Gladiator» .

## Варианты
Нимрод I
FAA: 477 л.с. (356 кВт) поршневой двигатель Rolls-Royce Kestrel IIMS; 57 построено.
Нимрод II
FAA: модифицированная стреловидная версия, оснащенная поршневым двигателем Rolls-Royce Kestrel IIS или VFp мощностью 608 л.с. (453 кВт); 30 построено.
Датский Нимрод
Hawker построил модель самолета с поршневым двигателем Rolls-Royce Kestrel IIIS; два построены и экспортированы в Данию.
Nimrodderne
Одноместный истребитель для ВМС Дании; десять построено по лицензии в Дании.
AXH1
Один самолёт Hawker Nimrod I, поставленный ВВС Императорского флота Японии для оценки в 1934 году.

## Операторы
Дания
- Marinens Flyvevæsen (авиация ВМС Дании) получила два самолёта под названием Nimrødderne. Еще десять были построены в Дании по лицензии в период с 1934 по 35 год в Орлогсверфтет; называется LBV (Landbased Biplane 5). Восемь оставшихся истребителей стали немецкими военными трофеями в 1940 году.

 Япония
- Авиационная служба Императорского флота Японии получила один самолёт, получивший обозначение AXH .

 Португалия
- Португальские ВВС получили один самолёт.

 Великобритания
- Морская авиация королевских ВМС
  - 713-я военно-морская авиационная эскадрилья (713 NAS)
  - 759 авиационная эскадрилья ВМС (759 NAS)
  - 780-я морская авиационная эскадрилья (780 NAS)
  - 781 авиационная эскадрилья ВМС (781 NAS)
  - 800-я морская авиационная эскадрилья (800 NAS)
  - 801 авиационная эскадрилья ВМС (801 NAS)
  - 802 авиационная эскадрилья ВМС (802 NAS)
  - 803 авиационная эскадрилья ВМС (803 NAS)
  - 1 Школа лётной подготовки RAF (1 ФТС)

## Сохранившиеся экземпляры
Два летающих Nimrod сохранились. Оба находятся в Имперском военном музее Duxford Aerodrome, Кембриджшир. Оба служили в 802-й эскадрилье.
Нимрод I — S1581, G-BWWK находится под управлением The Fighter Collection. Это четвёртый серийный Mk. I, датируемый концом 1931 года.
Нимрод II — K3661, G-BURZ эксплуатируется Исторической коллекцией самолетов. Это предпоследний FAA Nimrod, построенный в начале 1934 года.

## Лётные характеристики (Nimrod Mk.II)
Общие характеристики
- Экипаж: 1
- Длина: 26 футов 6 дюймов (8,08 м)
- Размах крыла: 33 фута 7 дюймов (10,24 м)
- Высота: 9 футов 10 дюймов (3,00 м)
- Площадь крыла: 300 кв.м (28 м 2 )
- Профиль : RAF 28
- Пустой вес: 3110 фунтов (1411 кг)
- Максимальный взлётный вес: 4050 фунтов (1837 кг)
- Силовая установка: 1 × поршневой двигатель Rolls-Royce Kestrel VFP V-12 с жидкостным охлаждением, 525 л.с. (391 кВт)
- Гребные винты: 2-лопастной гребной винт фиксированного шага

Производительность
- Максимальная скорость: 194 миль / ч (312 км / ч, 169 узлов)
- Диапазон: 305 миль (491 км, 265 миль)
- Практический потолок: 28000 футов (8500 м)

Вооружение
- Пушки: 2 фиксированных пулемета калибра 0,303 дюйма (7,7 мм)
- Бомбы: 4 бомбы по 20 фунтов (9 кг) на подкрыльевых стойках